# Талкот Парсонс
Талкот Парсонс (Колорадо Спрингс, 13. децембар 1902 — Минхен, 8. мај 1979) је био амерички социолог који је био на Универзитету Харвард од 1927. до 1973. године. Парсонс је развио општу теорију за проучавање друштва под називом теорија акције, на основу методолошког принципа волонтеризма и епистемолошког принципа аналитичког реализма. Уз помоћ теорија је покушао да успостави равнотежу између две главне методолошке традиције: утилитаристички-Позитивистичке и херменеутички-идеалистичке традиције. За Парсонса, волунтаризам је основао трећу алтернативу између ова два. Сем теорије друштва Парсонс је представио теорију еволуције друштва и конкретну интерпретацију "погона" у правцима светске историје.

## Биографија
Талкот Парсонс је рођен 13. децембра 1902. у Колорадо Спрингсу. Он је био син Едварда Смита Парсонса (1863–1943) и Мари Аугуста Ингерсолл (1863–1949). Његов отац је похађао Јејл и био рукоположен за свештеника, служи прво као свештеник за пионирске заједнице у Грилију, Колорадо. У време кад је Парсонс рођењ Едвард С. Парсонс је био професор на енглеском језику на колорадо универзитету и потпредседник универзитета. Током министарства у Грелеи, Едвард С. Парсонс је постао наклоњен покрету социјалне госпеле; ипак, у исто време, он он ђели да истакне ово питање са више теолошке позиције и био је непријатељски настројена према социјализму као пуком идеологијом. Такође, како Едвард С. Парсонс тако и његов син Талкот ће бити упознати са теологијом Јонатана Едвардса. Отац ће касније постати председник Мријет Универзита у Охају. Парсоновапоро дица је једна од најстаријих породица у америчкој историји; његови преци су били једни од првих који су дошли из Енглеске у првој половини 17. века . Породица се састоји од две одвојене и независно развијене Парсонс линије, а обе су се вратиле у раним данима Америке.

### Улога на Хардварду
Парсонова ситуација на Универзитету Харвард значајно се променила почетком 1944. када је добио добру понуду из Нортвестерн Универзитета. Харвард је реаговао на понуду из Нортхвестерн именовањем Парсонс као председника одељења, промовишући га у чин редовног професора и прихватање процеса реорганизације, што би могло довести до успостављања новог одељења друштвених односа. Парсоново писмо Деан Паул Баку од 3. априла 1944. године, открива врхунац овог тренутка. Због новог развоја на Харварду, Парсонс је одлучио да одбије понуду од Вилиам Лангера да се придружи ОСС. Задатак који је Лангер предложио за Парсонса, је да Парсонс треба да прати Армију САД у њеном маршу у Немачкој и да прихвати функцију као политички саветник администрације окупираних територија. Крајем 1944. године, под покровитељством Савета заједница у Кембриџу, Парсонс уређује пројекат заједно са Елизабет Слесингер. Они истражују етничке и расне тензије у Бостону, простору између студената из Редклиф колеџа и Велесли колеџу. Ова студија је била реакција на пораст антисемитизма у Бостону, која је почела крајем 1943. године, а настављена у 1944. Крајем новембра 1946. године, Социјални савјет истраживања (ССРЦ) затражио је од Парсонса да напише свеобухватни извештај тема како би друштвене науке допринеле разумевању савременог света. Друштвене науке: Основни национални ресурс" постао је доступан у јулу 1948. године и остаје снажна историјска изјава о томе како Талкот Парсонс види улогу модерних друштвених наука.

### Инструктор у Харварду на подручју Економије, 1927
1927. након наставе године на Амхерсту (1926–27), Парсонс је ушао на Харвард као инструктор у Одељењу за економију, где је пратио предавања о Алфреду Маршалу и постао пријатељ са историчаром и економистом Едвин Гаи, који био је оснивач Харвард Бизнис школе. Парсонс је такође постао близак сарадник Јосефу Скумпетеру и пратили његов курс о "Генералној Ецономији". Парсонс је углавном супротност са неким од трендова у економији на одељењу Харварда који је тих дана отишао у високо техничком и математичком правцу, и Парсонс је тражио друге опције на Харварду и дао курсеве у "социјалне етике" и "Социологије религије . " Иако је Парсонс ушао на Харварду преко Одељења Економије, никада није имао циљ да постане економиста; све његове активности и његова основна права интелектуалне дају интерес да му да погон према социологији. Међутим, на Харварду у овим годинама се радило на успостављању Одељења социологије и себе Парсонс позиционирана на различите начине кроз писање и наставних обавеза, тако да је спреман да се придружи социолошком одељењу, када је коначно основан. За разлику од легенди Парсонс никада није "принудни" из одељења Економије, његов излазак је био добровољан и намерно одлучен.

## Рад
Парсонс је произвео општи теоријски систем за анализу друштва, који је назвао "теорија акције" заснован на методолошким и епистемолошког принципу "аналитике реализма" и на онтолошке претпоставке Парсонс концепт аналитички "волунтаристичка акцију." реализам може сматрати неком врстом компромиса између номиналисти и реалистичког погледа на природу стварности и људског знања. Парсонс оцењује да (као научници и људи) се односе на објективној стварности, али само кроз одређени сусрета такве реалности, и да је наше опште интелектуално разумевање је могуће само кроз концептуалне шеме и теоријама. Наша сарадња са објективном стварношћу на интелектуалном нивоу увек треба схватити као приступ. Парсонс често даје објашњено значење аналитичког реализма цитирајући изјаву Љ Хендерсон: ". Чињеница је изјава о искуству у смислу концептуалне шеме"
Генерално, Парсонс је тврдио да му је инспирација у вези са аналитичком реализма био Лоренс Џозеф Хендерсон и АН Вајтхед иако је могуће да је идеја настала много раније. Важно је у том смислу да је Парсонс '"аналитичка реализам" инсистира на односу на објективне стварности од Парсонс у неколико наврата истакао да је његов концепт "аналитичке реализма" је важније разликује од "фицтионалисм" Ханса Ваихигер (Ханс Ваихингер) . Као што је Парсонс прецизира ово:. "Морамо почети са тврдњом да је све знање које тврди да важи у било шта слично научном смислу претпоставља како реалност објекта познатог и на зналац мислим да можемо ићи даље од тога и кажу да мора постојати заједница зналци који су у стању да комуницирају једни са другима без таквог претпоставке било би тешко да се избегне замку солипсизма. Такозвани природне науке не, међутим, инпутирају "статус познавања. субјекти "на предмете којима се баве."

## Социјална еволуција
Парсонс је допринео области социјалне еволуције и нееволуције. Он је подељен у четири еволуције потпроцесизма:
- диференцијација, која ствара функционалне подсистеме од главног система, као што је горе наведено;
- адаптација, где се ти системи развијају у ефикасније верзије;
- укључивање елемената претходно искључене из датих система;
- генерализација вредности, повећање легитимизације на све сложеног система.

Осим тога, Парсонс је истраживао ове потпроцесе у року од три фазе еволуције:
- примитивни
- архаични
- модеран

Парсонс посматра западну цивилизацију као врхунац модерних друштава, а од свих западних култура изјавио је САД као највећу динамику развоја.
Парсонсов касни рад фокусиран на нову теоријску синтезу око четири функције заједничке за све системе од акционог понашања до културног, и низ симболичких медија који омогућавају комуникацију преко њих. Његов покушај да изгради свет акције према шеми која се фокусирала на како је било неприхватљиво за америчке социологе, који су у то време повлачила из великих претензија 1960 у више емпиријске, основни приступ.